# Anomala angulicollis
Anomala angulicollis är en skalbaggsart som beskrevs av Gilbert John Arrow 1917. Anomala angulicollis ingår i släktet Anomala och familjen Rutelidae. Inga underarter finns listade i Catalogue of Life.